# Odenwaldklub

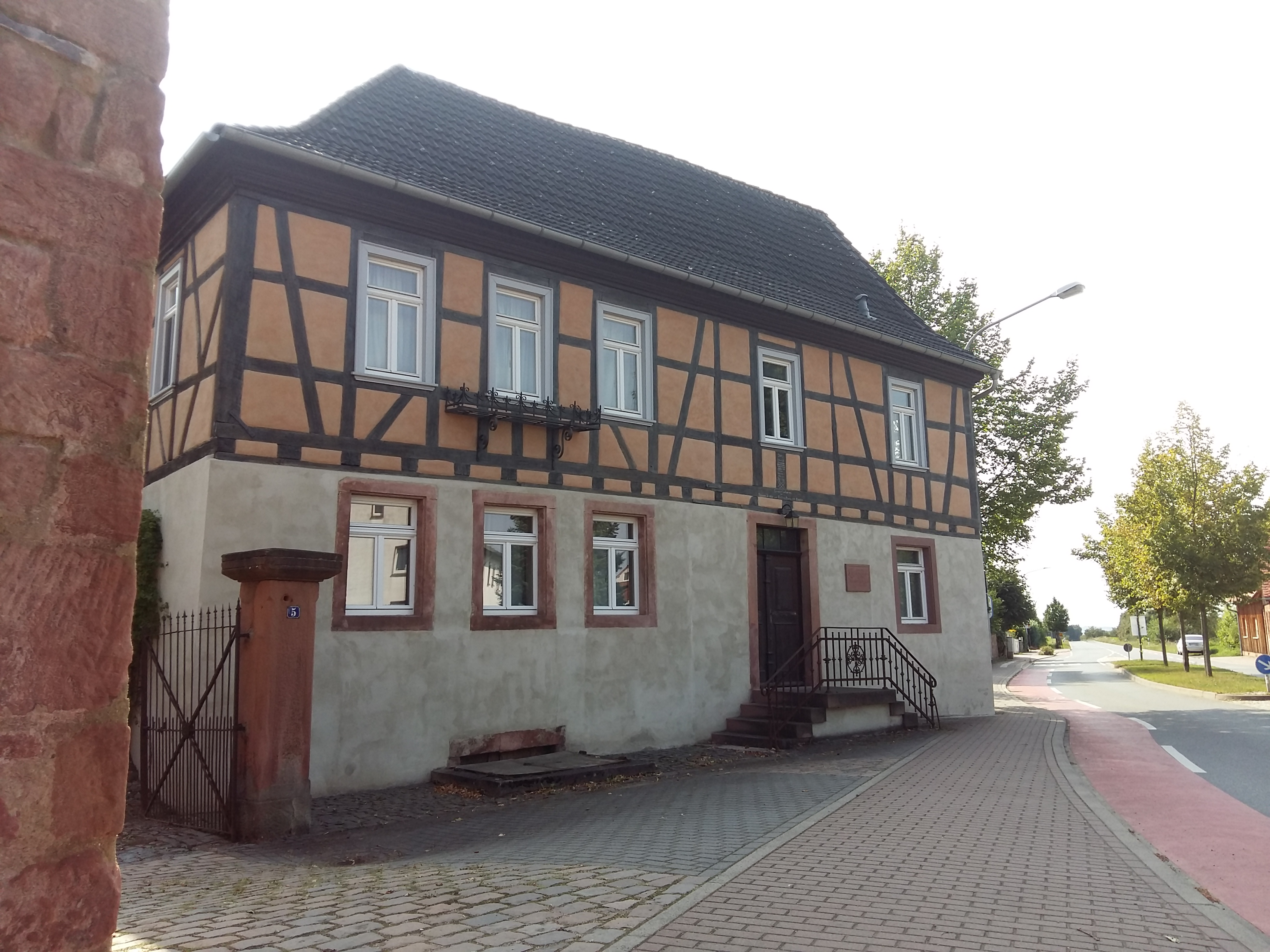
Gründungshaus des Odenwaldklubs in Otzberg-Zipfen

Der Odenwaldklub e. V. (OWK) ist ein Gebietswanderverein mit Sitz in Darmstadt, der aus 72 Ortsvereinen mit insgesamt ca. 10.000 Mitgliedern besteht. Der Verein wurde 1882 im Weiler Zipfen am Fuße des Otzberges gegründet. Er ist eingetragen in das Vereinsregister des Amtsgerichts Darmstadt (VR 777).
Das Einzugsgebiet des Odenwaldklubs reicht von Frankfurt am Main im Norden, Wachenheim im Westen, Bruchsal im Süden, Bad Wimpfen im Südosten und Wertheim im Osten. Es hat Anteil an drei Bundesländern: Hessen, Baden-Württemberg und Bayern.
Neben dem Wandern sind die Mitglieder des Odenwaldklubs aktiv im Natur- und Landschaftsschutz engagiert. Auch die Pflege von Kulturgut, regionalem Brauchtum sowie dem lebendigen Erhalt von Heimatgeschichte gehört zum Aufgabengebiet des Vereins.
1913 wurde die Klubzeitschrift „Die Dorflinde“ von Rudolf Kissinger gegründet. Die Zeitschrift mit einer Auflage von ca. 14.000 Exemplaren erscheint vierteljährlich. Neben Beiträgen zum Vereinsgeschehen enthält sie eine breite Palette von Informationen über den Odenwald, seine Geschichte und Heimatkunde. Seit 2023 heißt die Zeitschrift „Der Odenwald“.
Die Geschäftsstelle des Odenwaldklubs befindet sich im Staatspark Fürstenlager in Bensheim-Auerbach.

## Wanderheim
Der Verein unterhält ein Wander- und Jugendheim im Lautertaler Ortsteil Knoden. Es steht den Mitgliedern sowie interessierten Gruppen für Freizeiten und Seminare zur Verfügung.

## Allgemeines
Schwerpunkte der Vereinsaktivität sind:
- Gemeinsame Wanderungen
- Öffentliche Wanderveranstaltungen
- Naturschutz
- Brauchtumspflege
- Heimatkundliche und naturkundliche Exkursionen
- Pflege der markierten Wege
- Mitherausgeberschaft bei Wanderführern und -karten
- Herausgeber des Wandermagazins Die Dorflinde
- Betrieb des Wanderheims in Knoden
- Ausbildung von zertifizierten Wanderführern(innen)

## Wanderwege
Der Odenwaldklub hat im Odenwald eine Vielzahl von Wanderwegen ausgewiesen.
Der Hauptwanderweg HW73 Burgensteig Bergstraße verläuft im westlichen Odenwald, entlang der Bergstraße von Darmstadt-Eberstadt bis nach Heidelberg. 
Von Miltenberg bis Osterburken verläuft mit dem Östlichen Limesweg der Hauptwanderweg HW37 des Vereins.

### Prädikatswanderwege
Wege, die besondere Kriterien erfüllen, wurden als Prädikatswanderweg vom Verband Deutscher Gebirgs- und Wandervereine als „Qualitätsweg Wanderbares Deutschland“ ausgezeichnet. Diese müssen u. a. einen hohen Anteil an naturbelassenen Wegen, eine nutzerfreundliche Markierung, eine abwechslungsreiche Landschaft und ein hohes Erlebnispotential aufweisen.
Der Alemannenweg ist ein 144 Kilometer langer Prädikatswanderweg im Nördlichen Vorderen Odenwald und entlang der Hessischen Bergstraße. Er verläuft als großer Rundweg von Erbach über Reichelsheim, das Felsenmeer in Reichenbach, Bensheim-Auerbach, Burg Frankenstein, Schloss Lichtenberg und die Veste Otzberg wieder zurück ins Tal der Mümling nach Michelstadt-Steinbach. Am Alemannenweg liegen viele kulturhistorische Sehenswürdigkeiten.
Ein weiterer Prädikatswanderweg ist der Nibelungensteig, der mit einer Länge von 130 Kilometern den Odenwald komplett von Westen nach Osten durchzieht. Er führt von Zwingenberg an der Bergstraße über Lautertal, Lindenfels, Grasellenbach, Mossautal, Beerfelden, Erbach, Amorbach und Miltenberg nach Freudenberg am Main. Das Besondere am Nibelungensteig ist sein anspruchsvolles Höhenprofil. Da er über die Höhen und Täler des Odenwaldes führt, bietet er dem Wanderer auf seiner Gesamtlänge rund 4.000 Höhenmeter.

## Auszeichnungen
Die folgenden Ortsgruppen des Vereins erhielten die Eichendorff-Plakette:
- 1985 Ortsgruppe Reichelsheim[2]
- 1997 Schriesheim[2]
- 2014 Ortsgruppe Rimbach[3]
- 2015 Ortsgruppe Mörlenbach[4]
- 2019 Ortsgruppe Eppertshausen[5]
- 2024 Ortsgruppe Heidelsheim[6]